# Taufbecken (Cagnes-sur-Mer)

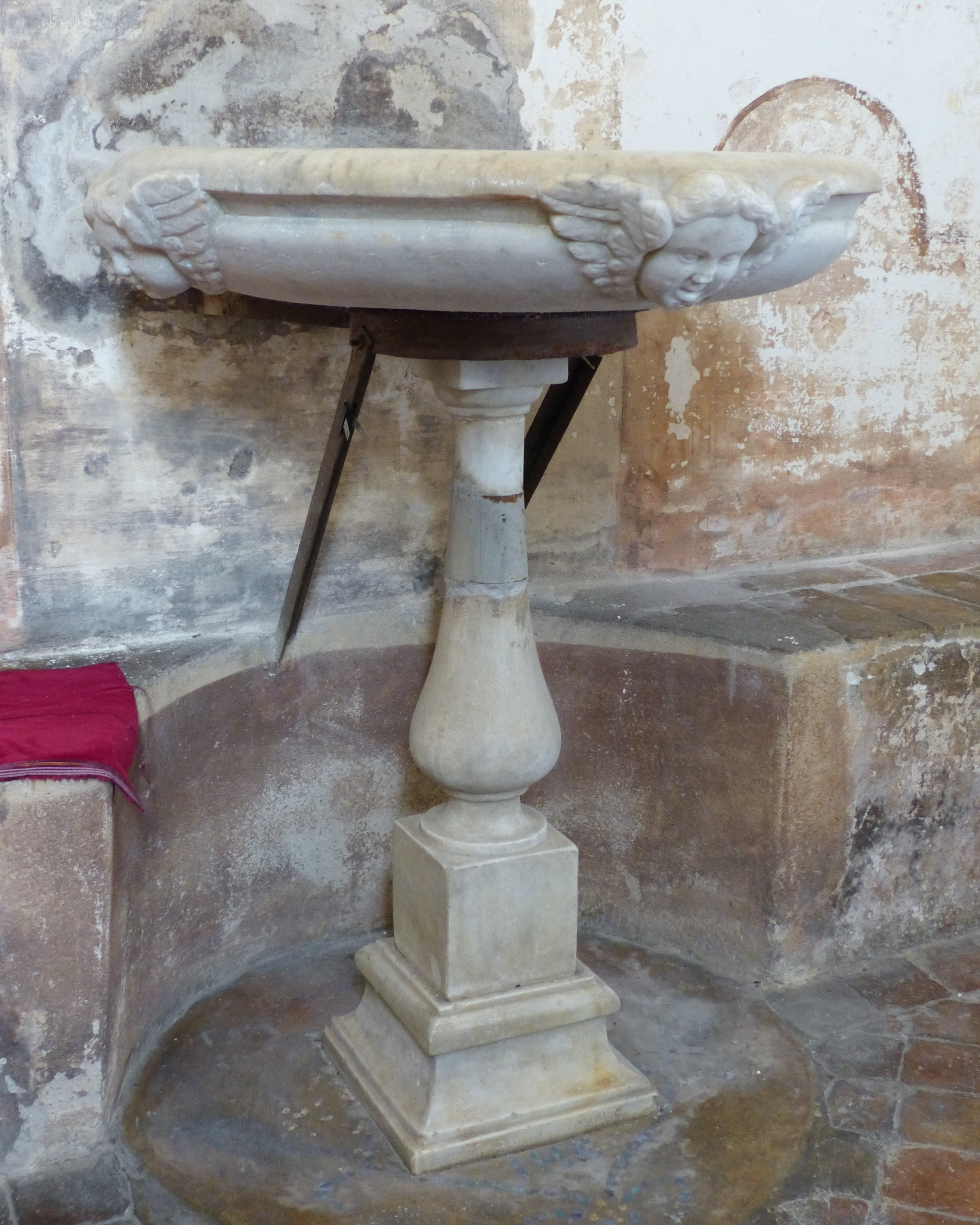
Taufbecken in Cagnes-sur-Mer

Das Taufbecken in der Kapelle Notre-Dame de Protection im Ortsteil Haut-de-Cagnes von Cagnes-sur-Mer, einer französischen Gemeinde im Département Alpes-Maritimes der Region Provence-Alpes-Côte d’Azur, wurde im 16. Jahrhundert geschaffen. 
Das Taufbecken aus Marmor ist seit 1988 als Monument historique in die Liste der geschützten Objekte (Base Palissy) in Frankreich aufgenommen.
Das runde Becken steht auf einem kubischen Sockel aus dem 19. Jahrhundert. Am Beckenrand sind drei Engelsköpfe mit geöffneten Flügeln zu sehen.